# Michael Schwartzbach
Michael Ignatieff Schwartzbach (født 15. august 1961, død 29. april 2018) var datalog fra Aarhus, Danmark.
Schwartzbach var fra 1984 forbundet med Aarhus Universitet, og var fra 2009 ansat som professor. Han var medforfatter af bogen An Introduction to Xml And Web Technologies sammen med Anders Møller. 

## Fodnoter
1. ↑  "Århus Universitet, professor Michael I. Schwartzbach". Arkiveret fra originalen 23. juli 2011. Hentet 8. juni 2011.
2. ↑  "CV" (PDF). Arkiveret fra originalen (PDF) 10. april 2011. Hentet 26. juni 2011.
3. ↑  Amazon.com, An Introduction to Xml And Web Technologies